# Lupěné
Lupěné (německy Lupelle) je součástí obce Nemile v okrese Šumperk.

## Historie
První písemná zmínka o obci pochází z roku 1317.

## Kulturní památky
V katastru obce jsou evidovány tyto kulturní památky:
- Usedlost čp. 11 - zděná lidová architektura z poloviny 19. století